# Kazalnica (Stoły)
Die Kazalnica ist ein Berg in der polnischen Westtatra mit 1428 Metern Höhe. 

## Lage und Umgebung
Nördlich des Gipfels liegt das Tal Dolina Kościeliska. 

## Tourismus
Die Kazalnica ist für Wanderer nicht zugänglich. Sie ist jedoch  von der Alm Polana Pisana gut einsehbar. Im Berg befinden sich zahlreiche Höhlen.
Als Ausgangspunkt für eine Besteigung ihrer Hänge aus den Tälern eignen sich die Ornak-Hütte, die Kondratowa-Hütte und die Chochołowska-Hütte.

## Belege
- Zofia Radwańska-Paryska, Witold Henryk Paryski, Wielka encyklopedia tatrzańska, Poronin, Wyd. Górskie, 2004, ISBN 83-7104-009-1.
- Tatry Wysokie słowackie i polskie. Mapa turystyczna 1:25.000, Warszawa, 2005/06, Polkart, ISBN 83-87873-26-8.